# Raoul Vázquez
Raoul Vázquez García (Montgat, Barcelona, 19 de marzo de 1997), es un cantante y compositor español. Empezó a ganar notoriedad a finales de 2016 con su participación en la cuarta edición del concurso de talentos La voz (de España). Aunque su salto a la fama llegó un año más tarde, a finales de 2017, al participar en la novena temporada de Operación Triunfo. En diciembre de 2018 colaboró junto a Belén Aguilera en su primer tema «Tus monstruos». Posteriormente, en junio de 2019, lanza su primer sencillo en solitario «Estaré ahí». Es hermano del futbolista Álvaro Vázquez.

## Carrera

### Comienzos
Raoul nació en Barcelona, es el segundo hijo de Susana García y Manuel Vázquez. Su hermano mayor es el futbolista Álvaro Vázquez. Debido a la profesión de su hermano, Raoul tuvo que mudarse a los 14 años a Swansea. A pesar de que siempre quiso ser cantante, no fue hasta los 16 años, cuando una profesora le motivó a tomar clases de canto, interpretación y a presentarse a cástines, que tomó ese camino iniciando su formación en técnica vocal que continuaría al volver a España.

### La Voz 2016
En octubre se presentó a las «audiciones a ciegas» del talent show La voz que emitía Telecinco, interpretando «Jar of Hearts» de Christina Perri, consiguiendo que Melendi le fichase para su equipo. Se enfrentó en la fase de batallas contra su compañero Job Navarrete interpretando el tema «Impossible» de James Arthur, logrando eliminar a su compañero para permanecer en el programa. Aunque finalmente fue eliminado a las puertas de los cuartos de final con su interpretación de «I’m Not The Only One» de Sam Smith. A pesar de haber sido eliminado, Melendi solicitó a Universal Music que le cediese la carrera de Raoul para así poder ayudarle a lanzar su primer trabajo al mercado. En esa misma edición coincidió con la entonces desconocida cantante, Belén Aguilera.

### Operación Triunfo 2017
En primavera de 2017, mientras trabajaba en un hotel de Ibiza como botones y cantante, se presentó a los castings de Operación Triunfo, programa que volvía a TVE después de seis años sin emisión. En octubre fue seleccionado para entrar en la academia defendiendo en directo, durante la primera gala de la edición, «Catch and Release» de Matt Simons. Durante la edición destacó su versión de «Million Reasons» de Lady Gaga. Finalmente Raoul sería el séptimo expulsado por un 46% de los votos, frente al 54% de su compañero Cepeda. Una vez finalizado el concurso, los dieciséis participantes de la edición iniciaron una gira de veinticinco conciertos por toda España, entre febrero y diciembre de 2018,  en lugares como el Estadio Santiago Bernabéu, ante 60 000 personas, o tres veces en el Palau Sant Jordi, ante un total de 51 000 personas. Durante los conciertos interpretó canciones corales junto a los demás concursantes, «Million Reasons» en solitario, y «Manos vacías» de Miguel Bosé en dúo junto a su compañero Agoney, un tema que ambos convirtieron en referente de lucha contra la homofobia.

### 2018―presente
Tras su paso por Operación Triunfo, firma con Universal Music para lanzar su carrera como cantante. Durante la primera mitad de 2018, Raoul trabajó junto con tres compañeros de edición, Mimi Doblas, Nerea Rodríguez y Agoney, en la formación de un grupo musical bajo el nombre «Delta», proyecto que se descartó y emprendiendo cada uno su camino en solitario.

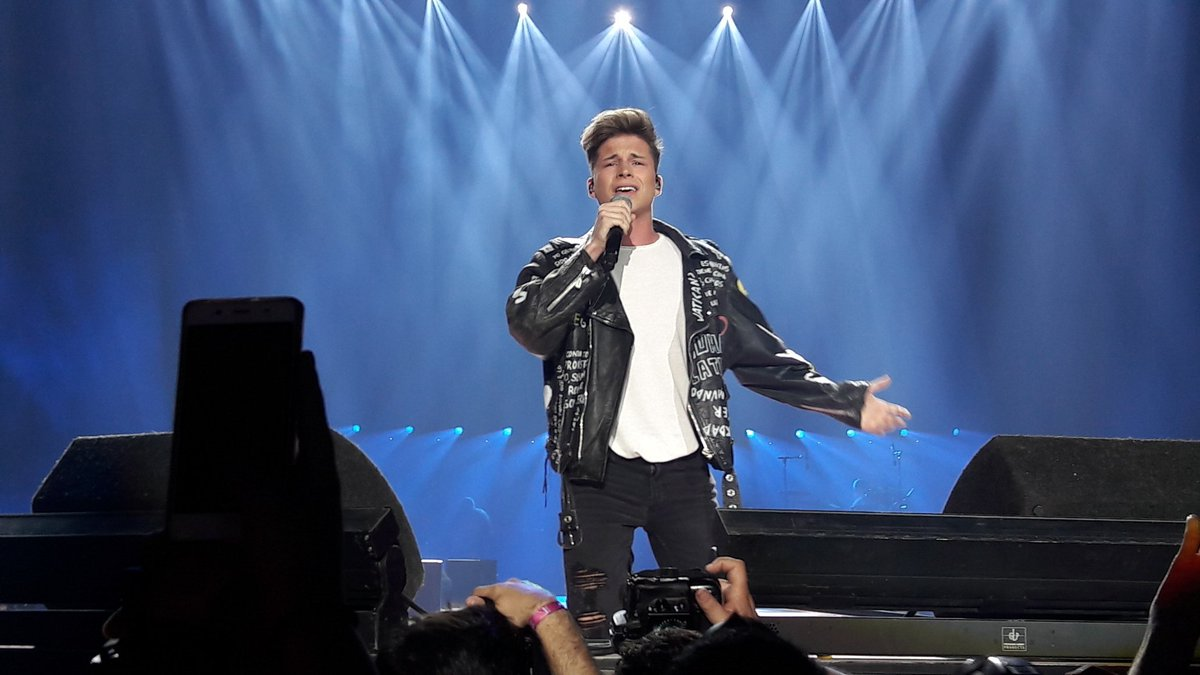
Raoul Vázquez en el Wizink Center de Madrid, CCME 2018. Presentando su primer sencillo

En octubre de 2018 participó en el festival Coca-Cola Music Experience, realizado en el WiZink Center de Madrid, donde estrenó una versión previa de su primer sencillo «Estaré ahí» ante 15 000 personas. Además, durante ese mismo mes, ficha por Javier Calvo y Javier Ambrossi para el musical La Llamada, representado en el Teatro Lara, donde interpreta al personaje de Dios desde octubre de 2018, saliendo de gira por toda España durante 2019. En diciembre de 2018 lanzó «Tus monstruos» junto a su amiga Belén Aguilera, un tema compuesto por ella misma que ya había lanzado en solitario en otoño de ese mismo año. En junio de 2019 lanzó «Estaré ahí» su primer sencillo en solitario. Una balada de la que es intérprete, compositor y coproductor, basada en experiencias personales del artista. El videoclip consiguió más de 200 000 reproducciones en Youtube a lo largo del primer día de lanzamiento y el sencillo llegó a ser top 1 en todas las plataformas de venta digital. En 2019 saca junto a Nerea Rodríguez el tema «Por Ti» que forma parte de la banda sonora de la película «Terra Willy: Planeta desconocido» cuyos ingresos se destinaron a la fundación Pequeño Deseo.
A principios del 2020 realizó una gira llamada «#3Tour» junto a sus compañeros Nerea Ródriguez y Ricky Merino, fueron cuatro conciertos en las ciudades de Barcelona, Bilbao, Málaga y Madrid. En febrero de 2020 participó como invitado de Nerea Rodríguez en Tu cara me suena para imitar junto a ella a Shawn Mendes y Camila Cabello en la canción «Señorita». En septiembre de ese año Raoul sacó junto a Mireya Bravo, compañera también de Operación Triunfo, el sencillo «Pídeme»  que llegó a ser número 1 en las listas de itunes España y en Amazon Music. En junio del 2021 sacó junto al DJ Hektor Mass el sencillo «Caníbales» llegando a ser número 1 en las listas de iTunes España y Argentina.
Tras dos años de problemas con su productor musical y muchas trabas para poder sacar su nueva música, en abril del 2023, Raoul lanzó sucesivamente varios sencillos «Lo que debe pasar» «Prisionero» y «Su príncipe» como adelanto de su primer álbum «El Pecado» que salió el 2 de junio de 2023 alcanzando el número 1 en la lista de itunes España.
En 2024 se confirma como concursante oficial de Tu Cara me Suena.

## Filmografía
En 2016, Raoul participó en Jóvenes sin libertad, un corto basado en hechos reales y que trata sobre el acoso escolar que sufre un joven transexual. Raoul interpreta a Héctor.
En 2018, grabó junto a cuatro de sus compañeros de Operación Triunfo: Aitana Ocaña, Ana Guerra, Mimi Doblas y Agoney Hernández; y el rapero canario Maikel Delacalle, el anuncio de Coca-Cola para televisión «El mundo entero».
En 2019, se estrenó la película de animación francesa «Terra Willy: Planeta desconocido» donde dobla el personaje de Buck, uno de los personajes protagonistas de la película, al castellano y al catalán.

## Discografía

### Álbumes
| Año  | Título    | Detalles                                       |
| ---- | --------- | ---------------------------------------------- |
| 2023 | El Pecado | Lanzado el 2 de junio de 2023 Formato: digital |

### Sencillos
| Año  | Título            | Tipo                                                  | Álbum     |
| ---- | ----------------- | ----------------------------------------------------- | --------- |
| 2018 | Tus monstruos     | Dúo con Belén Aguilera                                |           |
| 2018 | El mundo entero   | Sencillo con Aitana, Agoney, Ana Guerra y Lola índigo |           |
| 2019 | Por ti            | BSO con Nerea Rodríguez                               |           |
| 2019 | Estaré ahí        | Primer sencillo en solitario                          |           |
| 2020 | Pídeme            | Dúo con Mireya Bravo                                  |           |
| 2021 | Caníbales         | Dúo con Hektor Mass                                   |           |
| 2023 | Lo que debe pasar | Sencillos en solitario                                | El Pecado |
| 2023 | Prisionero        | Sencillos en solitario                                | El Pecado |
| 2025 | Toda la noche     | Sencillos en solitario                                |           |

## Programas de Televisión
| Año         | Programa                       | Canal     | Notas                     |
| ----------- | ------------------------------ | --------- | ------------------------- |
| 2016        | La Voz                         | Telecinco | Aspirante                 |
| 2017 - 2018 | Operación Triunfo 2017         | La 1      | Concursante 7.º expulsado |
| 2019        | La mejor canción jamás cantada | La 1      | Invitado                  |
| 2020        | Tu cara me suena 8             | Antena 3  | Invitado                  |
| 2024        | Tu cara me suena 11            | Antena 3  | Concursante 2.º finalista |